# Lais von Hykkara
Lais (griechisch Λαίς Laís; * in Hykkara, Sizilien; † um 340 v. Chr. in Thessalien) war eine Hetäre der griechischen Antike. Sie sollte nicht mit der gleichnamigen und etwa in der gleichen Zeit lebenden Lais aus Korinth verwechselt werden.
Sie wurde in Hykkara (heute Carini) auf Sizilien geboren. Der griechische Heerführer Nikias verschleppte sie nach Korinth. Ihre Mutter war Timandra, eine Geliebte des athenischen Staatsmanns Alkibiades. Demosthenes und der Maler Apelles sollen zu ihren zahlenden Kunden gehört haben. Von Demosthenes soll sie vergeblich 10.000 Drachmen verlangt haben. Sie zog nach Thessalien und wurde dort von einer Gruppe Frauen, die sich gegen sie verschworen hatten, in einem Aphroditetempel um 340 v. Chr. ermordet. Ihr Grab soll sich am Pinios befunden haben.